# Ostreoida
Ostreoida è un ordine di molluschi bivalvi.

## Famiglie
Quest'ordine comprende, secondo alcuni studiosi, solo le famiglie:
- Gryphaeidae Vyalov, 1936
- Ostreidae Rafinesque, 1815

Altri vi considerano anche le seguenti famiglie, altrimenti attribuite all'ordine Pectinoida:
- Anomiidae Rafinesque, 1815
- Dimyidae P. Fischer, 1887
- Entoliidae
- Pectinidae Rafinesque, 1815
- Plicatulidae Watson, 1930
- Propeamussidae R. T. Abbott, 1954
- Spondylidae Gray, 1826
- Syncyclonemidae

Catalogue of Life invece aggiunge alle prime due suddette le seguenti, altrimenti attribuite all'ordine Pterioida:
- Pinnidae
- Malleidae
- Pteriidae
- Pulvinitidae